# 道の駅富士
道の駅富士（みちのえき ふじ）は、静岡県富士市にある国道1号の道の駅である。

## 概要
もともと、この場所には日本道路公団の一般有料道路新富士川橋の料金所があったが、1992年（平成4年）4月の無料開放に伴い再整備されて道の駅を設置した。上下線別々の施設で運用しているが、両施設間は地下道を通じ人の往来が可能である。
2018年（平成30年）12月18日から上下線共に売店および食堂施設が閉鎖され、道の駅としての機能をほとんど果たさない状態となったが、その後施設の改修を行ったうえ、2019年（令和元年）12月21日にリニューアルオープンした。

## 施設

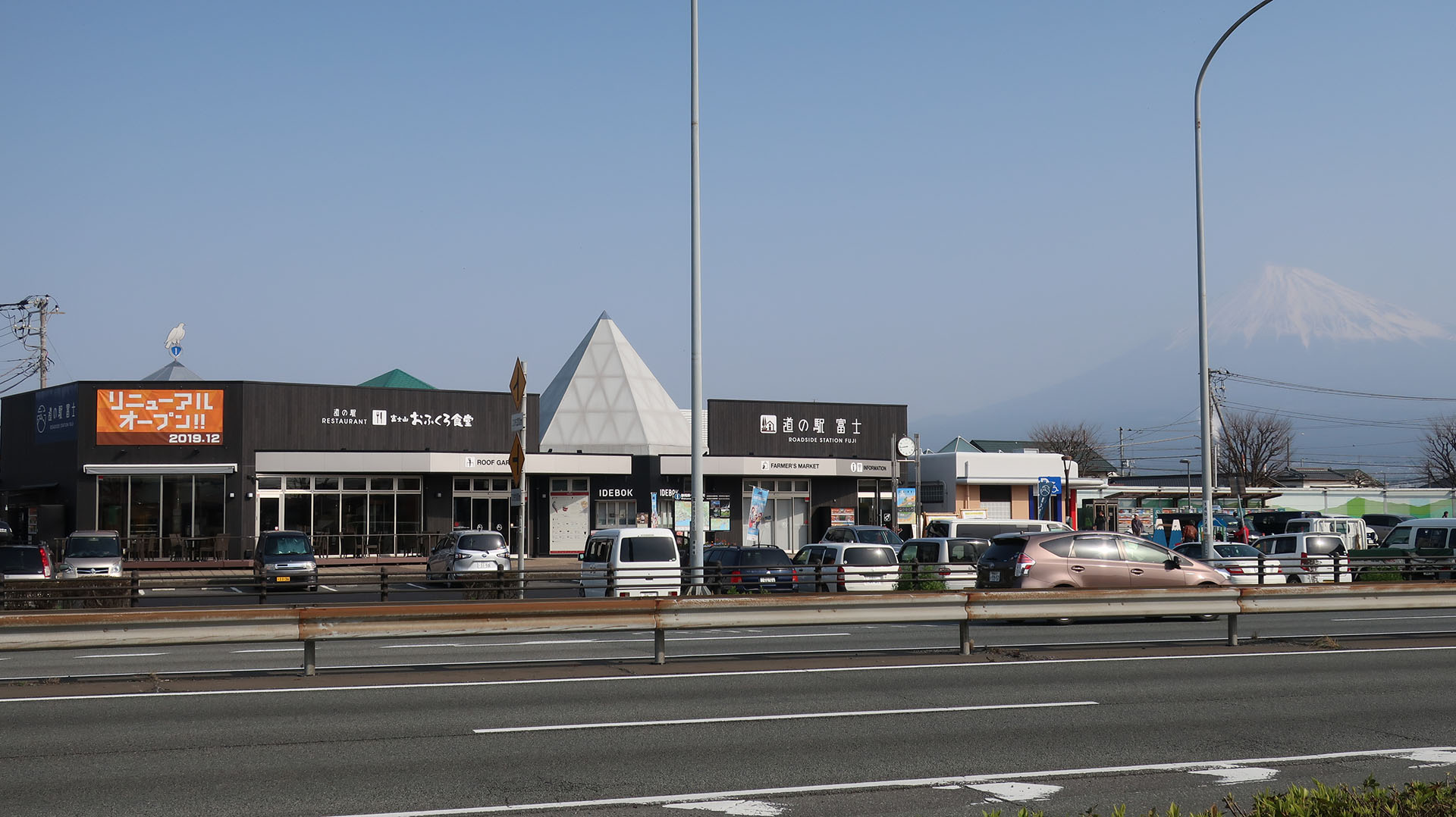
下り施設から見た、上り施設
右手に富士山が望める

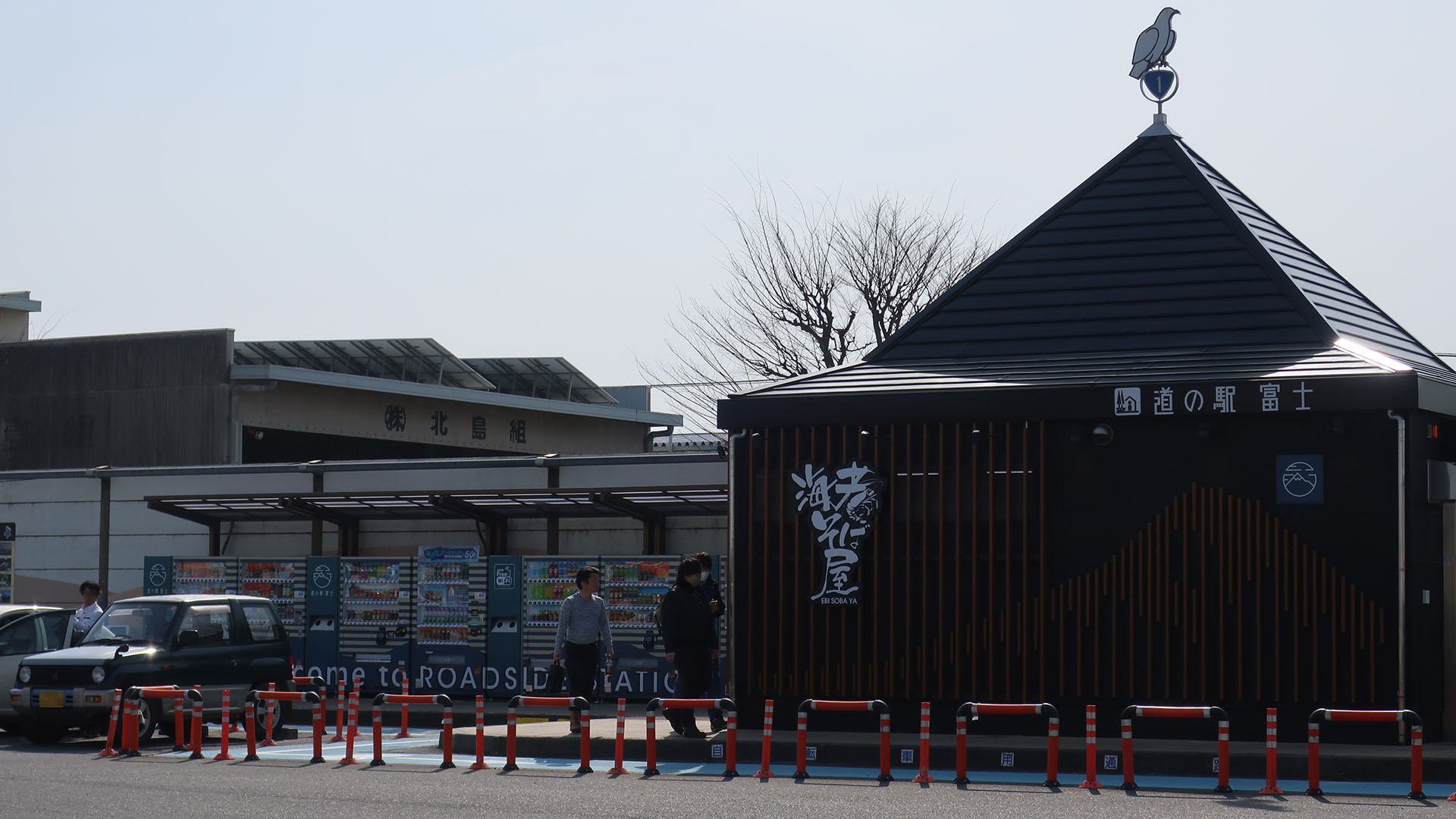
下り線施設(2020年3月撮影)

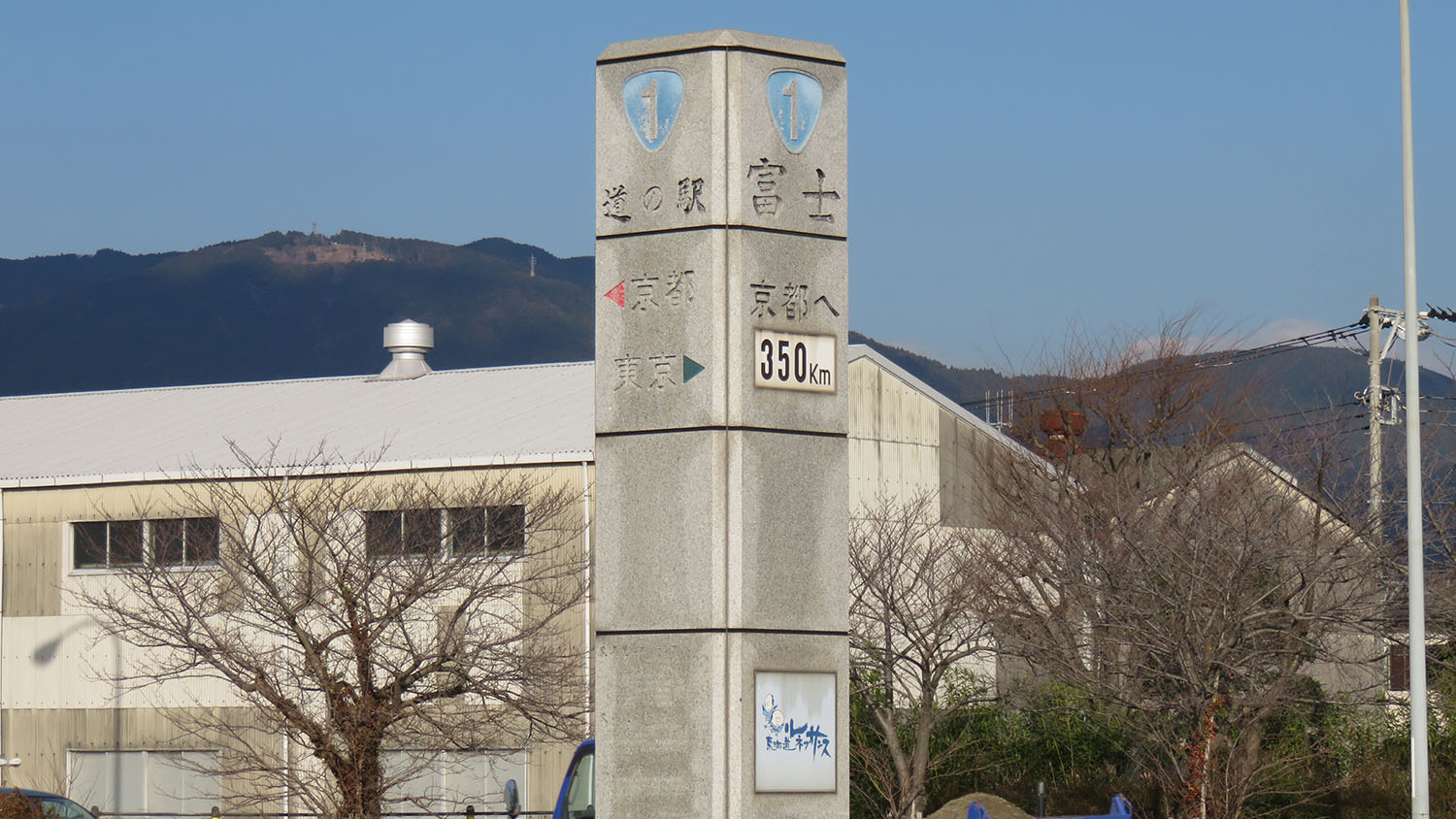
下り線施設入口の石碑

新富士川橋有料道路の料金所跡地を利用して建設されている。
- 駐車場[1]
  - 上り線
    - 大型車 8台
    - 普通車 52台
    - 二輪車 7台
    - 身障者用 1台

  - 下り線
    - 大型車 13台
    - 普通車 19台
    - 二輪車 10台
    - 身障者用 1台
- トイレ（いずれも24時間利用可能）
  - 男：大 4器、小 10器
  - 女：10器
  - 身障者用：2器
- 売店「おみやげルートONE」（上り線・9時 - 17時）[1]
- テイクアウトショップ「IDEBOK」（上り線・10時 - 16時30分）[1]
- テイクアウトショップ「けずり節工房」（上り線・10時 - 20時）[1]
- 食堂「おふくろ食堂」（上り線・10時 - 20時）[1]
- 展望テラス（上り線・9時 - 17時）[1]
- 食堂「海老そば屋」（下り線・10時 - 20時）[1]
- 公衆電話

## 休館日
- 年中無休

## アクセス
- 国道1号 - 登録路線